# Bernhard Marschalk von Ostheim
Bernhard Marschalk von Ostheim (* 5. Juni 1532 in Königshofen im Grabfeld; † 7. Oktober 1604 in Walldorf) war der einzige Statthalter der Gefürsteten Grafschaft Henneberg und als Mäzen unter anderem Stifter des ersten, nicht aus einem mittelalterlichen Stift oder Kloster hervorgegangenen evangelischen freiweltlichen Frauenstifts Deutschlands, des späteren Herzoglich-Sächsischen Louisen-, Freiherrlich Marschalk’schen Damenstiftes Wasungen.

## Leben

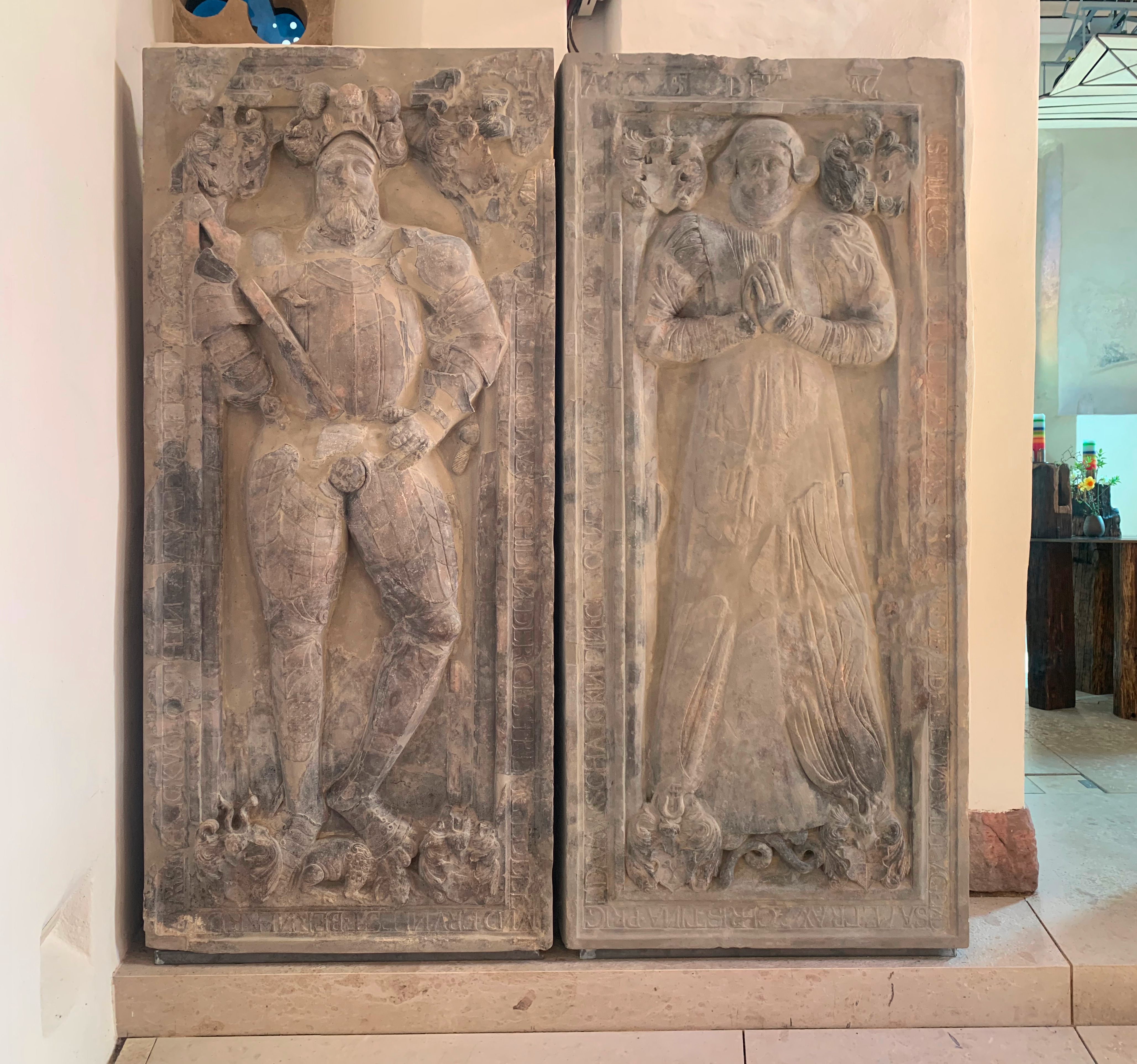
Grabstein von Bernhard Marschalk von Ostheim und daneben der seiner Frau in der Kirchenburg Walldorf

Eine sechsjährige Ausbildung erhielt Bernhard Marschalk von Ostheim auf der Hohen Schule im italienischen Salerno, woran er eine Kavalierstour durch Spanien, Frankreich, die Niederlande und England anschloss. In den nächsten Jahren verdingte er sich als Offizier im Heer Karls V. Währenddessen verstarben jedoch seine fünf Brüder, sodass er zur Heimkehr gezwungen war.
Als einzig überlebender Sohn seiner Eltern Hieronymus Marschalk von Ostheim, Würzburger Rat und Amtmann Maßfeld und Meiningen, und Brigitta, geb. von Leonrod, verw. Truchseß, erbte Bernhard Marschalk von Ostheim u. a. das Familiengut Walldorf bei Wasungen.
Nicht zuletzt ob der umfangreichen Besitzungen im Hennebergischen trat der überzeugte Lutheraner schließlich in die Dienste der gefürsteten Grafen zu Henneberg und stieg innerhalb weniger Jahre zum Statthalter seiner neuen Landesherren auf. Diesen Titel trug keiner vor und auch nach ihm. Als „erster Beamter der gefürsteten Grafschaft Henneberg“ unterstützte er Fürst Georg Ernst maßgeblich, u. a. bei der Gründung des Schleusinger Gymnasiums im Jahr 1577. Mit dem Tod des Fürsten im Jahr 1583 erlosch das Haus Henneberg und die Grafschaft fiel an die Wettiner. Dennoch blieb dieselbe weiterhin als eigenständiges Reichsterritorium bestehen und Bernhard Marschalk weiterhin deren Statthalter.
Bernhard Marschalk von Ostheim fand seine letzte Ruhe neben seiner Frau in der Kirchenburg Walldorf.

## Damenstift Wasungen

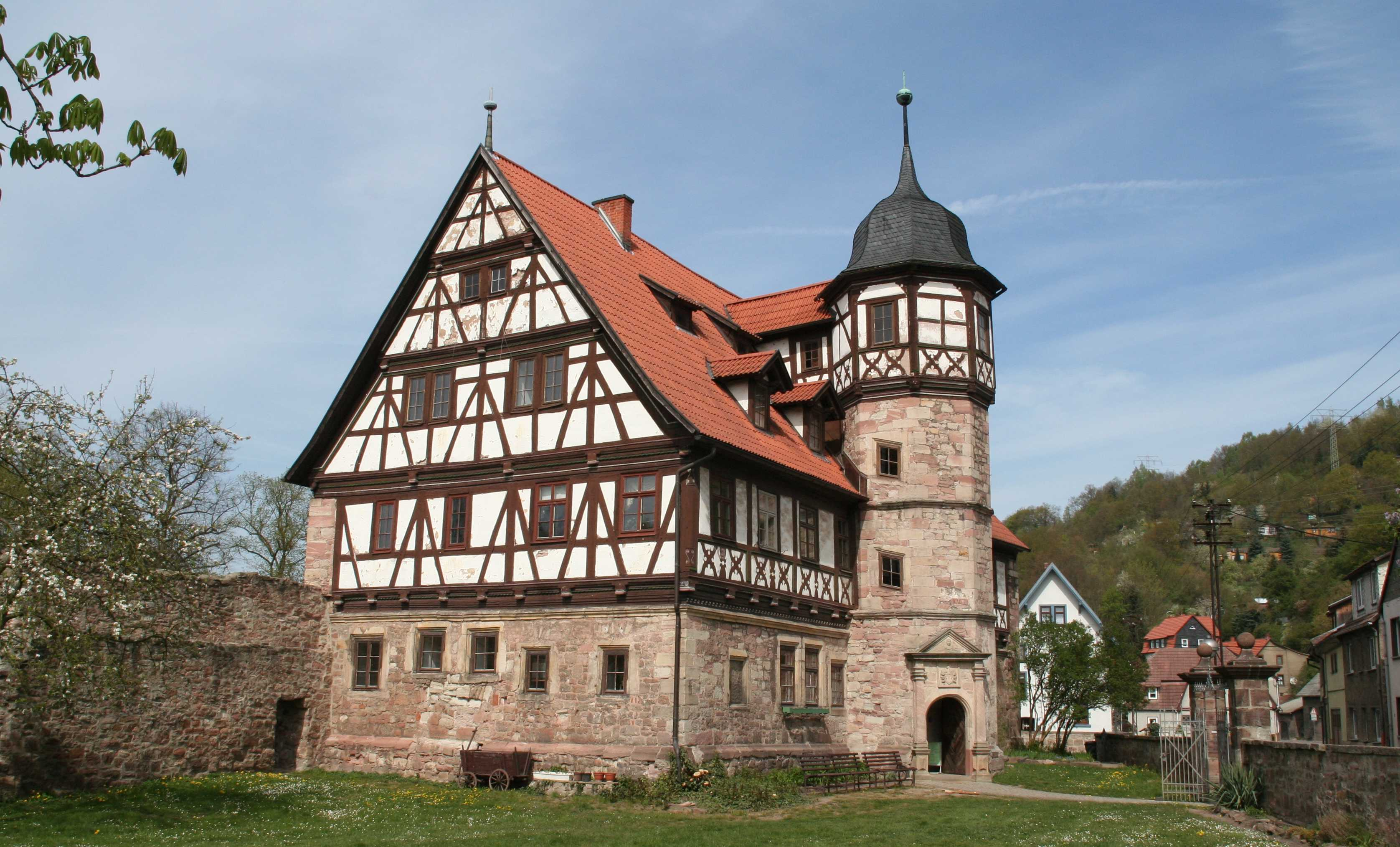
Damenstift Wasungen

Da Bernhard Marschalk von Ostheim aus seiner 1559 geschlossenen Ehe mit Christine Brigitte von Buchenau keine Kinder hinterließ, entschied er sich, sein Erbe in zahlreiche Stiftungen, u. a. für Arme, Pfarren, Schulen, Familienangehörige und unversorgte Adlige, einfließen zu lassen. Hervorzuheben sind etwa das Walldorfer Hospital oder das dortige Almosenlegat.
Als wichtigste seiner Stiftungen gilt aber das Wasunger Damenstift. Für dieses ließ er 1596 den ererbten Marschalkschen Adelshof in Wasungen, bis dato ein Wehr- und Wohnturm mit Kemenate und Garten an der Stadtmauer, als repräsentativen Fachwerkbau im Renaissancestil neu errichten. Mit einem Stiftungskapital von 8.000 Gulden ausgestattet, sollte das Stift anfänglich vier ledige und bedürftige Töchter adliger Familien beherbergen und versorgen. 1601 zog Anna Maria Trott als erste Stiftsdame ein. Das Wasunger Damenstift stellte vermutlich die früheste beständige Gründung eines freiweltlichen evangelischen Frauenstiftes in Deutschland dar, das nicht aus einem ehemaligen mittelalterlichen Stift oder Kloster in der Reformationszeit hervorgegangen war.
Nach sehr lange andauernden Versorgungsproblemen der Stiftsinsassen erfolgte eine merkliche Verbesserung erst durch verschiedene private und landesherrliche Zustiftungen ab dem 18. Jahrhundert, namentlich etwa durch die Herzogin Louise Eleonore von Sachsen-Meiningen anlässlich des Reformationsjubiläums im Jahr 1817. Fortan führte das Stift den Namen Herzoglich-Sächsisches Louisen-, Freiherrlich Marschalk’sches Damenstift Wasungen. Um die Wende vom 19. zum 20. Jahrhundert bestand der Wasunger Konvent aus 13 regulären, privaten und Anwartschaftsstellen für adlige, aber auch für bürgerliche Stiftsdamen. Nur fünf davon bewohnten aber eine Wohnung im Stiftshaus. Die verbleibenden Konventualinnen bezogen lediglich eine Präbende und durften den Stiftsorden tragen.
Da weitere Zustiftungen nach der Jahrhundertwende ausblieben und so eine zeitgemäße Anpassung der Präbenden an die veränderten allgemeinen Währungs- und Preisverhältnisse nicht gewährleistet werden konnte, wurden nach und nach die verschiedenen Stellen nicht mehr besetzt. Das Stift löste sich mit dem Tod der letzten Stiftsbewohnerin und Pröpstin Emilie Karoline Ida von Stein im Jahr 1931 auf. Heute beherbergt das ehemalige Stiftshaus das Wasunger Stadtmuseum.